# أنجيلا بيلشر
أنجيلا بيلشر (بالإنجليزية: Angela Belcher) هي مهندسة وعالمة كيمياء حيوية أمريكية، ولدت في 1968 في سان أنطونيو في الولايات المتحدة.